# Gulstrupig tukan
Gulstrupig tukan (Ramphastos ambiguus) är en fågel i familjen tukaner inom ordningen hackspettartade fåglar.

## Utseende och läte
Gulstrupig tukan är en stor (53–56 cm) och mestadels svart tukan. Fjädrarna på hjässan och övre delen av ryggen har rödbruna spetsar, undre stjärttäckarna är röda och övre stjärttäckarna gräddvita. På strupe och bröst är den gul med rött nedanför. Näbben är mycket stor, med en svart linje runt näbbroten och gult överst på övre näbbhalvan, bredare längre ut mot spetsen. Honan har en kortare och mer fyrkantig näbb. Lätet består av upprepade gläfsande fraser, första tonen längst.

## Utbredning och systematik
Svartnäbbad tukan delas in i tre underarter med följande utbredning:
- swainsonii-gruppen
  - Ramphastos ambiguus swainsonii – förekommer i regnskog från norra Honduras till västra Ecuador
- ambiguus/abbreviatus-gruppen
  - Ramphastos ambiguus abbreviatus – förekommer i nordöstra Colombia (östra Andernas västsluttning söderut till centrala Magdalenadalen) samt nordvästra och norra Venezuela
  - Ramphastos ambiguus ambiguus – förekommer i östra Anderna från södra Colombia (övre Magdalenadalen) till centrala Peru

## Levnadssätt
Fågeln lever av frukt, bär, insekter, fågelungar och fågelägg.

## Status och hot
Arten har ett stort utbredningsområde, men tros minska i antal, dock inte tillräckligt kraftigt för att den ska betraktas som hotad. Internationella naturvårdsunionen IUCN listar arten som livskraftig (LC). Beståndet uppskattas till mellan en halv miljon och fem miljoner vuxna individer.